# Arjil
Pour l’article ayant un titre homophone, voir Argile.
Arjil est une banque d'affaires indépendante basée à Paris fondée en 1987 par Jean-Luc Lagardère. Elle est actuellement dirigée par Wladimir Mollof.

## Historique

### Les origines
La banque est créée en 1987 par Jean-Luc Lagardère et ses partenaires, son objectif est de gérer la holding MBB englobant toutes les entreprises présidées par lui-même, sa famille et ses associés. Elle est spécialisée à l'origine dans la défense, l'aéronautique, les transports, et les télécoms.
Bernard Ésambert est à la tête du conseil de surveillance de la banque Arjil de 1995 jusqu'à la cession de cette dernière par le groupe Lagardère en 2004.

### Nouvel essor
Le 1er janvier 2005, Altium Capital France mène à bien l’acquisition d’Arjil & Associés Banque. La nouvelle structure dénommée Arjil, est désormais présidée par Wladimir Mollof, et détenue par ses associés dirigeants dont Henri Bouvatier, Jacqueline Henry, Jean-François Court et Christophe Morvan, ainsi qu’Altium Capital Europe. Ceux-ci ont choisi de conserver et de capitaliser sur le nom Arjil, lequel dispose d’une importante notoriété auprès des grands groupes industriels français et des fonds d’investissement.
Le groupe, qui a également noué des accords d’association en Chine et en Israël, a conduit une centaine de transactions dans toute l’Europe en 2005 et 2006. Au cours des trois dernières années, Arjil a ainsi conduit en France et dans certains pays émergents d’Europe centrale et du Maghreb plus de 35 transactions représentant une valeur globale de plus de 8 milliards d’euros.

### Depuis 2007
En 2007, Arjil s'associe avec Goldman Sachs pour être le conseil de Kraft Foods Group lors de son acquisition pour un montant de 5,3 milliards d’euros de l’activité Biscuits et Produits céréaliers de Danone qui génère un chiffre d’affaires annuel d’environ 2 milliards d’euros.
En 2016, Arjil remporte un appel d'offres du gouvernement tunisien afin de le conseiller dans sa politique économique et notamment dans l'élaboration de son plan quinquennal avec comme partenaire Dominique Strauss-Kahn.